# Borowiec (powiat braniewski)
Borowiec – wieś w Polsce położona w województwie warmińsko-mazurskim, w powiecie braniewskim, w gminie Pieniężno. Znajduje się na terenie historycznej Warmii. To zielony zakątek nieskalany przez przemysł. W okolicy znajdują się liczne przykłady małej architektury sakralnej – kapliczki, w tym unikatowa słupowa Kapliczki warmińskie to nieodłączny elementów chrakteryzujący krajobraz kulturowy Warmii. Według „Adressliste der Landwirte 1930 – Kreis Braunsberg”, czyli Spisu adresowego rolników w powiecie braniewski z 1930 roku (kreis Braunsberg) w Borowcu/Borwalde b.Mehlsack mieszkali:
Hugo Angrick auf Marienhof b. Heinrikau
A. Kretschmann
(L) Adolf Karbaum.
W latach 1975–1998 miejscowość administracyjnie należała do województwa elbląskiego. Wieś znajduje się w historycznym regionie Warmia.